# Cadre-45/1-Weltmeisterschaft 1931

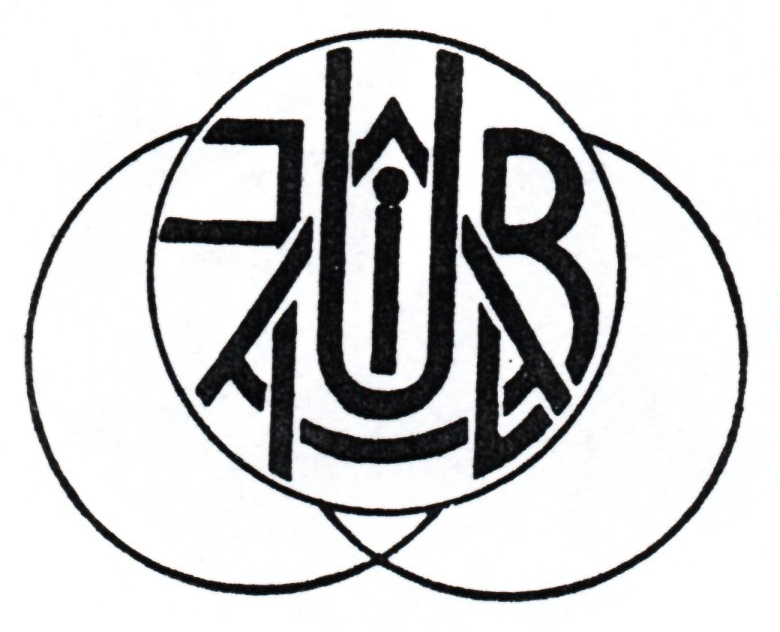
Logo UIFAB (ausrichtender Verband)

Veranstaltungsort: Marseille

Die Cadre-45/1-Weltmeisterschaft 1931 war die fünfte Cadre 45/1 UIFAB-Weltmeisterschaft, die bis 1938 im Cadre 45/1 und ab 1967 im Cadre 47/1 ausgetragen wurde. Das Turnier fand vom 25. Februar bis zum 1. März 1931 in der französischen Hafenstadt Marseille statt. Es war die vierte Cadre 45/1 Weltmeisterschaft in Frankreich.

## Geschichte
Nachdem Edmond Soussa in der Ausscheidungsrunde noch gegen Gustave van Belle verloren hatte profitierte er durch die Niederlage von van Belle gegen seinen Landsmann Gaston de Doncker in der Endrunde. Damit kam es bei Punktgleichheit zu einer Stichpartie um den Titel den Soussa gewinnen konnte.

## Turniermodus
Es wurde in der Ausscheidungsrunde und in der Finalrunde im Round Robin System bis 300 Punkte gespielt. Die Punkte gegen die ausgeschiedenen Teilnehmer wurden nicht in die Endrunde übernommen. Bei MP-Gleichstand wird in folgender Reihenfolge gewertet:
1. MP = Matchpunkte
2. GD = Generaldurchschnitt
3. HS = Höchstserie

## Ausscheidungsgruppe A
| Platz                     | Name              | MP  | Pkte. | Aufn. | GD    | BED   | HS |
| ------------------------- | ----------------- | --- | ----- | ----- | ----- | ----- | -- |
| 1                         | Gustave van Belle | 6:2 | 1192  | 94    | 12,68 | 20,00 | 96 |
| 2                         | Edmond Soussa     | 6:2 | 1026  | 101   | 10,15 | 20,00 | 94 |
| 3                         | Gaston de Doncker | 6:2 | 1042  | 129   | 8,07  | 9,09  | 75 |
| 4                         | Rudolphe Agassiz  | 2:6 | 769   | 130   | 5,91  | 7,50  | 34 |
| 5                         | Henri Maréchal    | 0:8 | 755   | 131   | 5,76  | –     | 38 |
| Gruppendurchschnitt: 8,17 |                   |     |       |       |       |       |    |

## Ausscheidungsgruppe B
| Platz                     | Name             | MP  | Pkte. | Aufn. | GD    | BED   | HS |
| ------------------------- | ---------------- | --- | ----- | ----- | ----- | ----- | -- |
| 1                         | Théo Moons       | 6:2 | 1194  | 100   | 11,94 | 16,66 | 76 |
| 2                         | Jean de Gasparin | 6:2 | 1109  | 112   | 9,90  | 15,00 | 82 |
| 3                         | Albert Corty     | 4:4 | 1036  | 126   | 8,22  | 13,63 | 72 |
| 4                         | Jan Dommering    | 4:4 | 844   | 141   | 5,98  | 7,14  | 52 |
| 5                         | Werner Sorge     | 0:8 | 706   | 113   | 6,24  | –     | 40 |
| Gruppendurchschnitt: 8,25 |                  |     |       |       |       |       |    |

## Abschlusstabelle
| MP    | Match Points (Sieger = 2; Unentschieden = 1; Verlierer = 0) |
| Pkte. | Erzielte Karambolagen                                       |
| Aufn. | Benötigte Versuche                                          |
| GD    | Generaldurchschnitt                                         |
| BED   | Bester Einzeldurchschnitt eines Spielers                    |
| HS    | Höchstserie                                                 |
|       | Bester GD des Turniers                                      |
|       | Bester ED des Turniers                                      |
|       | Beste HS des Turniers                                       |
|       | 1. Platz (Gold)                                             |
|       | 2. Platz (Silber)                                           |
|       | 3. Platz (Bronze)                                           |

| Platz                                       | Name              | MP   | Pkte. | Aufn. | GD    | BED   | HS  |
| ------------------------------------------- | ----------------- | ---- | ----- | ----- | ----- | ----- | --- |
| 1                                           | Edmond Soussa     | 12:2 | 1926  | 174   | 11,06 | 20,00 | 101 |
| 2                                           | Gustave van Belle | 12:2 | 2092  | 184   | 11,36 | 20,00 | 80  |
| 3                                           | Théo Moons        | 8:6  | 1807  | 170   | 10,62 | 16,66 | 76  |
| 4                                           | Jean de Gasparin  | 8:6  | 1846  | 201   | 9,18  | 13,04 | 72  |
| 5                                           | Gaston de Doncker | 8:6  | 1860  | 205   | 9,07  | 13,04 | 75  |
| 6                                           | Albert Corty      | 4:10 | 1777  | 207   | 8,58  | 11,11 | 79  |
| 7                                           | Jan Dommering     | 4:10 | 1353  | 217   | 6,23  | 10,34 | 80  |
| 8                                           | Rudolphe Agassiz  | 0:14 | 1190  | 192   | 6,19  | –     | 40  |
| 9                                           | Werner Sorge      | 0:8  | 706   | 113   | 6,24  | –     | 40  |
| 10                                          | Henri Maréchal    | 0:8  | 755   | 131   | 5,76  | –     | 38  |
| Turnierdurchschnitt: 8,78                   |                   |      |       |       |       |       |     |
| Stichpartie                                 |                   |      |       |       |       |       |     |
| -                                           | Edmond Soussa     | 2:0  | 300   | 20    | 15,00 | 15,00 | 101 |
| -                                           | Gustave van Belle | 0:2  | 278   | 19    | 14,63 | –     | 80  |
| nach Stichpartie                            |                   |      |       |       |       |       |     |
| 1                                           | Edmond Soussa     | 14:2 | 2226  | 194   | 11,47 | 20,00 | 101 |
| 2                                           | Gustave van Belle | 12:4 | 2370  | 203   | 11,67 | 20,00 | 80  |
| Turnierdurchschnitt: 8,93 (mit Stichpartie) |                   |      |       |       |       |       |     |